# Gobio soldatovi
Gobio soldatovi — риба з роду пічкурів, родини пічкурових. Зустрічається у басейні річки Амур (Росія і Китай), у прісних водах Сахаліну, в озері Буйр-Нуур у Монголії. Прісноводна демерсальна риба до 12 см завдовжки.